# Hatfield, Arkansas
Hatfield là một thị trấn thuộc quận Polk, tiểu bang Arkansas, Hoa Kỳ. Năm 2010, dân số của thị trấn này là 413 người.

## Dân số
- Dân số năm 2000: 402 người.
- Dân số năm 2010: 413 người.